# Marco Nazareno
Marco Nazareno (San Lorenzo, Provincia de Esmeraldas, Ecuador, 19 de marzo de 1993) es un futbolista ecuatoriano. Juega como delantero y actualmente está sin equipo. Tiene 31 años.

## Selección nacional

### Categorías inferiores

#### Participaciones en Sudamericanos
| Campeonato                            | Sede   | Resultado    | Partidos | Goles |
| ------------------------------------- | ------ | ------------ | -------- | ----- |
| Juegos Panamericanos Guadalajara 2011 | México | Primera fase | 2        | 0     |

## Clubes
| Club                    | País      | Año       |
| ----------------------- | --------- | --------- |
| Deportivo Quito         | Ecuador   | 2010-2011 |
| Liga de Quito           | Ecuador   | 2012      |
| Liga de Loja            | Ecuador   | 2013      |
| Orense                  | Ecuador   | 2013      |
| Atlético Tulcán         | Ecuador   | 2014      |
| Manta FC                | Ecuador   | 2015-2016 |
| Mushuc Runa             | Ecuador   | 2017      |
| Academia Puerto Cabello | Venezuela | 2017      |
| Unión Huaral            | Perú      | 2018      |

## Palmarés
| Título             | Club            | País    | Año  |
| ------------------ | --------------- | ------- | ---- |
| Serie A de Ecuador | Deportivo Quito | Ecuador | 2011 |